# Onofre Corrêa
Onofre Rodrigues Corrêa, ou apenas Onofre Corrêa, (Raul Soares, 28 de setembro de 1949) é um economista, comerciante, agropecuarista e político brasileiro que foi deputado federal pelo Maranhão.

## Dados biográficos
Filho de Álvaro Corrêa Parente e Eurides Rodrigues Corrêa. Formado em Economia em 1973 pela Universidade Federal de Juiz de Fora, migrou para o Maranhão e fixou residência em Imperatriz atuando como professor   de Economia e Mercados na Escola Técnica Amaral Raposo entre 1976 e 1977. Comerciante, dirigiu a Associação Comercial da cidade e no universo político presidiu o diretório municipal do PMDB. Candidato mais votado na eleição para prefeito em 1982, não se elegeu devido a soma das sublegendas dos candidatos do PDS.
Eleito deputado federal em 1986, foi signatário da Constituição de 1988 e ao fim do mandato abandonou a política dedicando-se aos seus negócios.